# Tess Goossens
Tess Goossens (Antwerpen, 7 oktober 1981) is een Vlaamse zangeres en presentatrice. Ze werkt sinds 2009 bij radiozender Joe. Ze is een van de originele stemmen van de zender.

## Loopbaan
Tijdens haar middelbare studies economie-moderne talen, was Tess al een veelgevraagd model. Dat kwam vooral omdat ze redelijk groot was voor haar leeftijd en er dus ouder uitzag. Haar eerste stappen in de showbizz zet ze als zangeres. Ze brengt enkele singletjes uit, maar raakt bij het grote publiek niet echt bekend.
Na haar humaniora begint ze haar hogere studies: marketing en management. Nog tijdens die studies wordt ze presentatrice op de toerismezender Liberty TV. Zo kwam ze op de cover te staan van P-Magazine. Later deed ze ook een tweede fotoreportage. Over die reportages zegt ze dat ze zelf haar grenzen stelde en dat alles zedig moest blijven.
Frank Molnar nodigde haar daarop uit voor een reportage op zijn toenmalige zender JIMtv. Toen Tess aankwam was Frank al vergeten dat hij haar had uitgenodigd, maar hij vond haar wel 'een ferme' en stelde Tess voor aan de bazen van JIMtv. Blijkbaar maakte Tess daar een grote indruk want in 2002 mag ze samen met Tania Prinsier beginnen als presentatrice. Ze presenteerde verschillende programma's.
In 2004 maakt Tess de overstap naar moederzender VTM. Haar debuut als omroepster maakt ze op 2 april 2004. Voor VTM presenteert ze verschillende programma's.
Eind 2006 doet Tess mee aan het programma Just the Two of Us. Haar zangpartner is ReBorn. De jury is enorm onder de indruk van Tess' zangcapaciteiten en ziet in haar de gedoodverfde favoriete. Helaas, Tess eindigt derde. Door haar deelname zien velen in haar wel een kandidate voor Eurosong 2008.
Begin 2007 zingt Tess Hold on, de nieuwe titelsong van de VTM-serie Spoed, in. Ze tekent daarop een platencontract met ARS Entertainment en deze maatschappij brengt het nummer digitaal uit. ARS Entertainment brengt in de zomer Tess haar eerste echte cd-single The Wild Side op de markt. Het nummer is een kruising tussen pop en rock met country-invloeden en werd geschreven door onder anderen Katrina Leskanich. Voor de opnames werkt Tess samen met producer Ronald Vanhuffel. Het nummer stond enkele weken in de Ultratop 50.
In het najaar van 2007 nam Tess de presentatie van het programma EHBL over van Elke Vanelderen. Tevens werd ze columniste van Steps City Magazine.
In september 2008 werd Tess, samen met Zoë Van Gastel en Sandra Deakin, een van de gastvrouwen van de dagelijkse talkshow DagTv op ATV. Ook vormt ze met Kevin Janssens een duo in het tweede seizoen van Celebrity Shock.
Op 1 april 2009 maakt Tess haar radiodebuut op JOE fm, tot begin 2012 presenteerde ze het avondprogramma Heartbeats.. Maar na 3 jaar had Tess nood aan iets nieuws en besloot ze te stoppen met het programma. Heartbeats blijft wel bestaan en wordt verder gepresenteerd door Truus en Els. Sindsdien presenteert Tess er iedere werkdag de namiddagshow Geenen Zever.
Van 5 september 2010 tot 31 december 2011 presenteerde Tess het muziekprogramma De Vlaamse 10. Dit programma was de opvolger van Tien Om Te Zien en was elk weekend te zien op VTM en elke woensdag op anne. Sinds het begin van 2011 heette het programma anne's Vlaamse 10, een verwijzing naar de digitale muziekzender.
In oktober 2011 startte Tess als reportagemaker voor het showbizzmagazine Voor De Show. Na de vernieuwing van het programma in begin april 2012 verdween deze functie, maar sinds 25 april 2012 fungeert Tess er als presentatrice. Ze vervangt vaste gezichten Katja Retsin en Bram Van Deputte wanneer die niet beschikbaar zijn.
Tussen maart 2015 en mei 2016 presenteerde ze samen met Bjorn Verhoeven en Lenke Van Olmen De OchtendJOE op JOEfm.
Sinds 19 augustus 2019 is ze 's middags te horen in de rubriek 'de limo lunch' op Joe waarin ze collega's van bepaalde bedrijven er toe aanzet om samen te lunchen in een limo.

## Programma's

### JIMtv
- The Jamz (hiphop-programma)
- Dance Train Charts
- The Wok (live after school-programma)
- MovieSnackx (programma over films, nog steeds te zien op JIMtv, nu gepresenteerd door Kevin Janssens)
- Music DVD Top 20
- Top of the Pops (Vlaamse versie van het programma, ook te zien op KanaalTwee).

### VTM
- Op 't Verkeerde Been (verborgen-camerashow met Staf Coppens. Tess was, samen met Elke Vanelderen, vliegende reporter)
- Kasteelkeuken
- Het Hart van Vlaanderen
- Puzzeltijd (belspelletje)
- Just the Two of Us (deelnemer)
- EHBL
- Celebrity Shock (deelnemer)
- De Vlaamse 10
- Voor De Show

### anne
- De Vlaamse 10

### ATV
- DagTv

### JOE fm
- Heartbeats
- Tess Middag
- De OchtendJOE
- Tess Lunch
- Love, sex & drama